# Liscia (fiume)
Il Liscia è un fiume della Sardegna settentrionale che scorre nella regione storica della Gallura, in provincia della Gallura Nord-Est Sardegna. Attraversa i territori di Tempio Pausania, Luras e Luogosanto e, nel tratto finale, segna i confini tra i comuni di Santa Teresa Gallura e Palau.
Nasce a 731 metri sul monte San Giorgio e riceve le acque del Bassacutena, a sinistra, e dei rii Parapinta, San Paulu e Uddastru a destra.
In località Calamaiu è interessato dalla presenza di uno sbarramento, la diga del Liscia, che dà origine all'omonimo lago.
Dopo 57 chilometri dal punto di origine sfocia in un'ampia foce a delta di fronte all'arcipelago di La Maddalena.
|  |  |